# Strong City (Oklahoma)
Strong City – miejscowość w Stanach Zjednoczonych, w stanie Oklahoma, w hrabstwie Ottawa.